# Камфорник однорічний
Камфорник однорічний, камфоросма однорічна (Camphorosma annua) — вид рослин з родини амарантових (Amaranthaceae), поширений у центральній Європі.

## Опис
Однорічна рослина 10–40 см заввишки. Стебло гіллясте, голе або слабо волосисте, зазвичай червонувате, з піднятими нижніми гілками. Листки лінійно-шилоподібні, напів-валькуваті, з відстовбурченими розсіяними волосками, іноді майже голі. Оцвітина майже гола, бічні зубці її розходяться, з одиничними волосками; середні зубці чітко видно, з зеленими верхівками.

## Поширення
Поширений у центральній Європі  — Австрія, Болгарія, Хорватія, Угорщина, Македонія, Молдова, Румунія, Словаччина, Сербія [включаючи Косово та Воєводину], Україна.
В Україні вид зростає на солончаках — у Лісостепу і Степу, зрідка.